# Kim Min-woo (cầu thủ bóng đá)
Đây là một tên người Triều Tiên, họ là Kim.
Kim Min-woo (sinh ngày 25 tháng 2 năm 1990) là một cầu thủ bóng đá Hàn Quốc hiện tại thi đấu cho Suwon Samsung Bluewings ở K League 1.

## Sự nghiệp câu lạc bộ

### Sự nghiệp ban đầu
Kim học tập tại Đại học Yonsei ở Seoul. Khi là thành viên của Đại học Yonsei, anh ghi 3 bàn ở Giải vô địch bóng đá U-20 thế giới 2009 khi thuộc biên chế của U-20 Hàn Quốc và đội bóng vào đến tứ kết. Với màn trình diễn tốt tại U-20 World Cup, anh thử việc ở PSV Eindhoven, nhưng không vượt qua được. Đợt thử việc diễn ra mà không được Đại học Yonsei biết nên anh bị đuổi khỏi đội bóng của trường đại học.

### Sagan Tosu
Không thể tiếp tục sự nghiệp ở Hàn Quốc sau sự việc PSV, Kim được tuyển bởi đồng đội Yoon Jung-Hwan để gia nhập đội bóng tại J. League Division 2 Sagan Tosu. Kim ký bản hợp đồng 3 năm với Sagan Tosu.

## Thống kê sự nghiệp
Cập nhật đến ngày 23 tháng 2 năm 2016.
| Thành tích câu lạc bộ | Thành tích câu lạc bộ | Thành tích câu lạc bộ | Giải vô địch | Giải vô địch | Cúp Hoàng đế Nhật Bản | Cúp Hoàng đế Nhật Bản | J. League Cup | J. League Cup | Tổng    | Tổng      |
| Season                | Câu lạc bộ            | Giải đấu              | Số trận      | Bàn thắng    | Số trận               | Bàn thắng             | Số trận       | Bàn thắng     | Số trận | Bàn thắng |
| --------------------- | --------------------- | --------------------- | ------------ | ------------ | --------------------- | --------------------- | ------------- | ------------- | ------- | --------- |
| 2010                  | Sagan Tosu            | J2 League             | 24           | 4            | 2                     | 0                     | -             | -             | 26      | 4         |
| 2011                  | Sagan Tosu            | J2 League             | 28           | 7            | 1                     | 0                     | -             | -             | 29      | 7         |
| 2012                  | Sagan Tosu            | J1 League             | 31           | 2            | 1                     | 0                     | 4             | 0             | 36      | 2         |
| 2013                  | Sagan Tosu            | J1 League             | 33           | 5            | 5                     | 0                     | 3             | 0             | 41      | 5         |
| 2014                  | Sagan Tosu            | J1 League             | 27           | 6            | 1                     | 0                     | 3             | 0             | 31      | 6         |
| 2015                  | Sagan Tosu            | J1 League             | 33           | 2            | 1                     | 0                     | 1             | 0             | 35      | 2         |
| Tổng cộng sự nghiệp   | Tổng cộng sự nghiệp   | Tổng cộng sự nghiệp   | 176          | 26           | 11                    | 0                     | 11            | 0             | 198     | 26        |

## Danh hiệu

### Quốc tế
Hàn Quốc
- Cúp bóng đá Đông Á (2): 2015, 2017

## Sự nghiệp quốc tế
Anh là thành viên của U-20 Hàn Quốc ở Giải vô địch bóng đá U-20 thế giới 2009. Kim lần đầu được triệu tập vào Hàn Quốc để thi đấu giao hữu trước Nigeria vào năm 2010
Vào tháng 5 năm 2018 anh có tên trong đội hình sơ loại 28 người tham dự Giải bóng đá vô địch thế giới 2018 ở Nga.

## Bàn thắng quốc tế
Kết quả liệt kê bàn thắng của Hàn Quốc trước.
| #  | Ngày                 | Địa điểm                       | Đối thủ  | Tỉ số | Kết quả | Giải đấu |
| -- | -------------------- | ------------------------------ | -------- | ----- | ------- | -------- |
| 1. | 10 tháng 10 năm 2014 | Sân vận động Cheonan, Hàn Quốc | Paraguay | 1–0   | 2–0     | Giao hữu |